# NextEra Energy
NextEra Energy, Inc. (NEE) — американская энергетическая компания. Включает в себя крупнейшую энергетическую компанию Флориды Florida Power & Light (FPL), а также ряд активов в США и Канаде, в основном в сфере возобновляемой энергетики.

## История
Florida Power & Light была создана в 1925 году в результате объединения ряда энергетических компаний Флориды; в то же время сама компания вошла в состав крупного холдинга American Power & Light Company. В 1950 году Конгресс США ограничил размеры энергетических холдингов, и FPL стала самостоятельной компанией. После Второй мировой войны экономика Флориды начала быстро развиваться, вместе с ней росла и FPL; выручка с 1949 по 1954 год выросла с 38,7 млн до 77,5 млн долларов. Принятый в 1952 году 10-летний план предусматривал строительство 10 новых электростанций общей стоимостью 410 млн долларов. Во второй половине 1960-х годов были построены две энергоблока АЭС Терки-Пойнт стоимостью по 120 млн долларов каждый. В 1970-х годах энергосистема компании перенесла 7 крупных аварий за 8 лет, это был худший показатель среди энергетических компаний США; одной из причин этого была изолированность Флориды от электросетей других штатов, только в 1979 году началось строительство линии электропередач в Джорджию. В 1983 году начала работу вторая АЭС компании, АЭС Сент-Луси.
В 1984 году была создана холдинговая компания FPL Group, Inc., в которую вошла Florida Power & Light, а позже и ряд других компаний в сферах страхования, альтернативной энергетики, телекоммуникаций, недвижимости и выращивания цитрусовых. Эта программа диверсификации оказалась неудачной, большинство непрофильных активов были проданы в начале 1990-х годов. Уверенно развивалось лишь направление альтернативной энергетики, в 1997 году оно было выделено в дочернюю компанию FPL Energy (с 2009 года — NextEra Energy Resources). В 2010 году FPL Group сменила название на NextEra Energy.

## Деятельность
Подразделения компании:
- Florida Power & Light — производство, передача и распределение электроэнергии во Флориде, обслуживает 5,8 млн клиентов, имеет 32,1 ГВт генерирующих мощностей (76 % — ТЭС на природном газе, 11 % — АЭС, 11 % — солнечная энергетика) и 145 тыс. км электросетей; кроме этого осуществляет газоснабжение (119 тыс. клиентов во Флориде); 82 % выручки.
- NextEra Energy Resources — производство электроэнергии из возобновляемых источников (солнечные и ветряные электростанции), создание и обслуживание аккумуляторных станций; работает в 40 штатах США и 4 провинциях Канады; генерирующие мощности составляют 27,4 ГВт (69 % — ветряные, 14 % — солнечные, 9 % — ТЭС, 8 % — АЭС), общая ёмкость аккумуляторов — 9,3 ГВт; 18 % выручки.

В списке крупнейших публичных компаний в мире Forbes Global 2000 за 2022 год NextEra Energy заняла 256-е место. В списке крупнейших компаний США по размеру выручки Fortune 500 заняла 215-е место.
| Год  | Выручка, млрд $ | Чистая прибыль, млрд $ | Активы, млрд $ | Сотрудники |
| ---- | --------------- | ---------------------- | -------------- | ---------- |
| 2005 | 11,846          | 0.901                  | 32,990         |            |
| 2006 | 15,710          | 1,281                  | 35,822         |            |
| 2007 | 15,263          | 1,312                  | 40,123         |            |
| 2008 | 16,410          | 1,639                  | 44,821         |            |
| 2009 | 15,643          | 1,615                  | 48,458         |            |
| 2010 | 15,317          | 1,957                  | 52,994         |            |
| 2011 | 15,341          | 1,923                  | 57,188         |            |
| 2012 | 14,256          | 1,911                  | 64,439         |            |
| 2013 | 15,136          | 1,908                  | 69,306         | 13 400     |
| 2014 | 17,021          | 2,465                  | 74,605         | 13 400     |
| 2015 | 17,486          | 2,752                  | 82,479         | 14 300     |
| 2016 | 16,155          | 2,912                  | 89,993         | 14 700     |
| 2017 | 17,195          | 5,378                  | 97,827         | 14 000     |
| 2018 | 16,727          | 5,776                  | 103,702        | 14 200     |
| 2019 | 19,204          | 3,388                  | 117,691        | 14 800     |
| 2020 | 17,997          | 2,919                  | 127,684        | 14 900     |
| 2021 | 17,069          | 3,573                  | 140,912        | 14 900     |
| 2022 | 20,956          | 4,147                  | 158,935        | 15 300     |